# Kibris
Kibris es una película española dirigida por  Germán Monzó en 2004.
Germán Monzó (El poder de la venganza) es el director de esta película de acción, aventuras y artes marciales protagonizada por José Sancho, Paula Vázquez y Lorena Bernal. Seleccionada para el Festival de Cine Internacional de Shanghái, Kibris es una producción española sobre un tema muy recurrente en la literatura fantástica: la continua lucha entre los vampiros que prefieren mantenerse entre las sombras y aquellos que no pueden controlar sus ansias de poder, el constante enfrentamiento entre quienes asumen la fuerza oculta y quienes no pueden evitar mostrar su dominio al mundo.

## Sinopsis
El orden debe gobernar el mundo y, por ello, para que haya luz debe existir la oscuridad. Es la ley del equilibrio (Kibris), una regla que se ha mantenido durante siglos y por la que para que exista el bien debe existir el mal. Ahora, una serie de vampiros se está rebelando para poder salir de las tinieblas y dominar el mundo de forma definitiva, traicionando así la doctrina de Drácula que se basa en la coexistencia entre vampiros y humanos. La idea del poder es atrayente, pero romper el Kibris podría poner en serio peligro a los dos mundos.